# Amphiacusta nauta
Amphiacusta nauta är en insektsart som beskrevs av Desutter-grandcolas 1997. Amphiacusta nauta ingår i släktet Amphiacusta och familjen syrsor. Inga underarter finns listade i Catalogue of Life.